# Endressia castellana
Endressia castellana är en växtart i släktet Endressia och familjen flockblommiga växter.
Arten är en perenn ört som förekommer i norra Spanien. Den beskrevs av Auguste Henri Cornut de Coincy.